# Sopraninosaxophon
Das Sopraninosaxophon ist das Instrument mit der höchsten Lage unter den gängigen Saxophonen und die zweithöchste reguläre Bauform des Saxophons. Die Grundstimmung ist üblicherweise in Es. Der Tonumfang beträgt des1 – as3. Gebaut werden (ebenso wie beim Sopransaxophon, das in B gestimmt ist) zwei Versionen: 
1. Die gerade Form, die mit Abstand am häufigsten verwendet wird. Sie besteht wie alle Saxophone aus einem konischen Metallrohr, bei dem der Schalltrichter jedoch gerade nach unten verläuft und nicht wie bei den tieferen Saxophonen nach oben gebogen ist.
2. Die gebogene Form, bei der der Schalltrichter nach oben gebogen ist. Diese Bauform ist sehr selten anzutreffen. Mitunter sieht man gebogene Sopraninosaxophone bei Zirkusclowns.

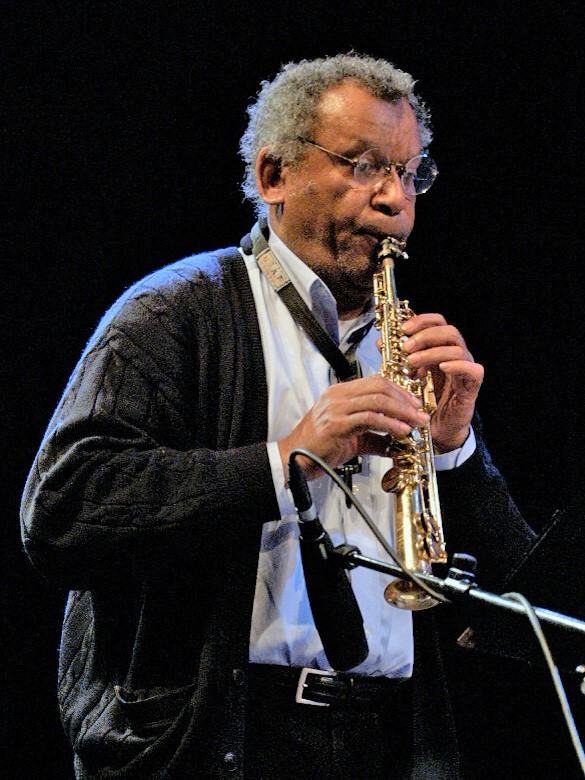
Anthony Braxton mit Sopranino

Das Sopranino wird u. a. wegen seiner schwierigen Intonation selten gespielt. Hinzu kommt der schrille bis unangenehme Klang vor allem in den hohen Lagen. Maurice Ravel hat in seinem Boléro ein Sopraninosaxophon in F vorgesehen.
In den Jazz wurde das Instrument von Anthony Braxton eingeführt. Der Münchner Saxophonist Klaus Kreuzeder interpretierte mehrere Stücke auf dem Sopraninosaxophon.